# Prinsessan Taiping
Prinsessan Taiping (kinesiska:太平公主; pinyin: Tàipíng Gōngzhǔ) född okänt år (660-talet), död 2 augusti 713, var en kinesisk prinsessa ur Tangdynastin och Zhoudynastin, dotter till kejsar Gaozong av Tangdynastin och kejsarinnan Wu Zetian av Zhoudynastin. Hon var syster till kejsar Zhongzong och kejsar Ruizong. Taiping var politiskt aktiv och utövade inflytande under sin mors och sina bröders regeringstid mellan 684 och 713.

## Biografi
Prinsessan Taipings far avled 683, och hennes mor fungerade sedan som Kinas härskare fram till 705. Taiping hade en viktig position som rådgivare under sin mors regeringstid. Hennes mor utnämnde henne dock aldrig till tronföljare. Under årens lopp samlade Prinsessan Taiping ett brett kontaktnät i hovet som gjorde henne till en betydande inflytelserik person.
Taipings mor avsattes 705 och efterträddes av Taipings bror Zhongzong. Hennes bror lät sin hustru kejsarinnan Wei utöva stort inflytande över politiken, något som ledde till konflikt med Taiping och hennes breda kontaktnät vid hovet.
När hennes bror kejsar Zhongzong avled i juli 710 placerade hans änka kejsarinnan Wei hans yngsta son på tronen och grep makten som regent under dennes minderårighet. Wei regerade i sjutton dagar. Hon hade ambitionen att följa sin svärmor Wu Zetians exempel och utropa sig till monark, men hennes planerade kupp misslyckades och hon och hennes dotter störtades av en motkupp iscensatt av prinsessan Taiping, som placerade sin bror Ruizong på tronen.
Prinsessan Taiping hade stort inflytande under sin brors regeringstid som hans rådgivare. Taiping låg i konflikt med sin brorson, kronprins Li Longji, som anklagade sin faster för att regera i hans fars ställe.
Ruizong abdikerade till sin sons förmån år 712. När Li Longji besteg tronen som kejsar Xuanzong förvärrades hans konflikt med sin faster. Abdikationen skedde av formella skäl och Ruizong var fortsatt den som fattade besluten medan hans son endast bar titeln, vilket innebar att Prinsessan Taiping fortsatt regerade genom sin bror trots att hennes brorson nu bar titeln kejsare. 713 iscensatte kejsar Xuanzong en kupp där han lät gripa och avrätta sin fasters anhängare anklagade för att förbereda en statskupp, och underminerade därmed det kontaktnät hennes makt berodde på. Prinsessan Taiping fick i egenskap av kunglig person order att begå självmord. Hennes bror den abdikerade kejsaren förvisades från hovet av sin son kejsaren, som därmed även i praktiken tog makten.